# Родословие Иисуса Христа

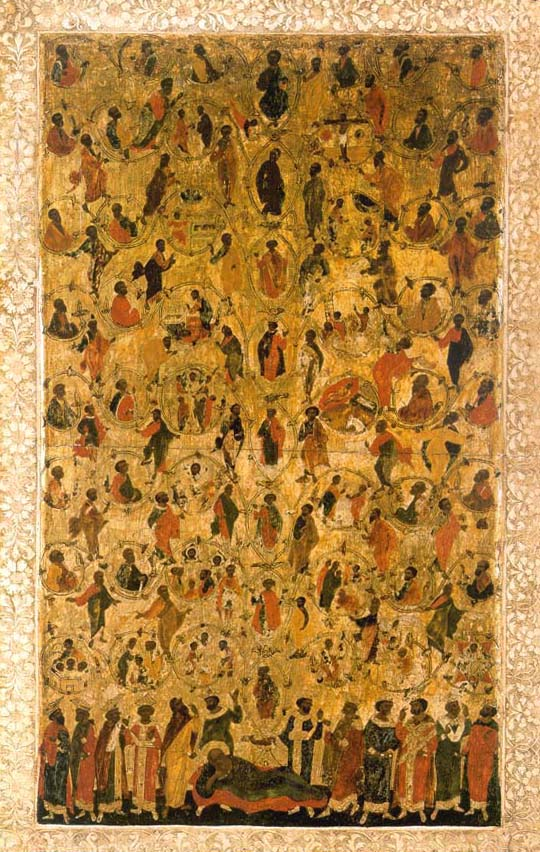
Древо Иессеево (русская икона, 1567/68 года)

Родосло́вие Иису́са Христа́ — список земных предков Иисуса Христа.
В Евангелиях (Мф. 1:1-17 и Лк. 3:23-38) приведены две родословные Иисуса Христа. В обеих присутствует имя Иосифа, официального отца Иисуса, а также имена Авраама и Давида, но в поколениях между Давидом и Иосифом родословия расходятся. Существуют несколько точек зрения на причины расхождения. Одна из них, что в Евангелии от Луки приведена родословная Марии, Матери Иисуса.

## Пророчества
Согласно ветхозаветным пророчествам, Мессия должен быть потомком библейских патриархов Авраама, Исаака и Иакова, также происходить из колена Иудина (Быт. 49:10) и быть «корнем Иессея» и потомком Давида (3 Цар. 2:4). Согласно текстам Нового Завета, его родословие полностью соответствует этим требованиям.

## Родословие до Давида
Иисус, начиная Своё служение, был лет тридцати, и был, как думали, Сын Иосифов, Илиев, Матфатов, Левиин, Мелхиев, Ианнаев, Иосифов, Маттафиев, Амосов, Наумов, Еслимов, Наггеев, Маафов, Маттафиев, Семеиев, Иосифов, Иудин, Иоаннанов, Рисаев, Зоровавелев, Салафиилев, Нириев, Мелхиев, Аддиев, Косамов, Елмодамов, Иров, Иосиев, Елиезеров, Иоримов, Матфатов, Левиин, Симеонов, Иудин, Иосифов, Ионанов, Елиакимов, Мелеаев, Маинанов, Маттафаев, Нафанов, Давидов, Иессеев, Овидов, Воозов, Салмонов, Наассонов, Аминадавов, Арамов, Есромов, Фаресов, Иудин, Иаковлев, Исааков, Авраамов, Фаррин, Нахоров, Серухов, Рагавов, Фалеков, Еверов, Салин, Каинанов, Арфаксадов, Симов, Ноев, Ламехов, Мафусалов, Енохов, Иаредов, Малелеилов, Каинанов, Еносов, Сифов, Адамов, Божий.
— Лк. 3:23-38
Здесь следует обратить внимание на следующий момент — Каинан, сын Арфаксада, отсутствует в еврейском тексте Библии, однако присутствует в древнем переводе Писания на греческий язык — Септуагинте.

## Библейские родословия
| Лука - Давид - Нафан - Маттафа - Маинан - Мелеа - Елиаким - Ионан - Иосиф - Иуда - Симеон - Леви - Матфат - Иорим - Елиезер - Иосия - Ир - Елмодам - Косам - Аддия - Мелхия - Нирия - Салафииль - Зоровавель - Рисая - Иоаннан - Иуда - Иосиф - Семеия - Маттафия - Мааф - Наггея - Еслим - Наум - Амос - Маттафия - Иосиф - Ианная - Мелхия - Левия - Матфат - Илий - Иосиф - Иисус | Матфей - Давид - Соломон - Ровоам - Авия - Аса - Иосафат - Иорам - Озия - Иоафам - Ахаз - Езекия - Манассия - Амон - Иосия - Иоаким - Иехония - Салафииль - Зоровавель - Авиуд - Елиаким - Азор - Садок - Ахим - Елиуд - Елеазар - Матфан - Иаков - Иосиф - Иисус | Ветхий Завет - Давид - Соломон, Нафан и другие - Ровоам - Авия - Аса - Иосафат - Иорам - Охозия - Иоас - Амасия - Озия - Иоафам - Ахаз - Езекия - Манассия - Амон - Иосия - Иоаким - Иехония - Салафииль, Федаия и другие - Зоровавель, сын Федаии или Салафииля - Мешуллам, Ханания, Шеломиф (сестра), Хашува, Огел, Берехия, Хасадия, Иушав-Хесед |  |

## Число родов
В Евангелии от Матфея сказано: «Итак всех родов от Авраама до Давида четырнадцать родов; и от Давида до переселения в Вавилон четырнадцать родов; и от переселения в Вавилон до Христа четырнадцать родов». Число четырнадцать — это удвоенная семёрка, а семёрка в то время считалась священным числом. Но в древнейших кодексах Евангелия от Матфея — в Синайском, Ватиканском, Ефремовом и других — в родословии отсутствует имя Иоакима, и остаётся всего 41 имя (включая Авраама и Иисуса), а 14×3 = 42.

## Салафииль и Зоровавель
В родословных у Матфея и у Луки, а также в Ветхом Завете, присутствуют Салафииль и его сын — Зоровавель. Согласно Ветхому Завету и Евангелию от Матфея, отцом Салафииля был Иехония. Согласно Евангелию от Луки, отцом Салафииля был Нирия. В Ветхом Завете подробно перечислены дети Зоровавеля: Мешуллам, Ханания, Шеломиф (дочь), Хашува, Огел, Берехия, Хасадия, Иушав-Хесед. В этом списке нет сыновей, упоминающихся в Новом Завете (у Матфея это Авиуд, а у Луки — Рисая).
Для объяснения этих противоречий используют левират и говорят об ошибках переписчиков. Кроме того, есть версия, что было два разных Салафииля и два разных Зоровавеля.

## Объяснения противоречий

### Иосиф — сын от левиратского брака
Согласно древнейшей версии, приписываемой Юлию Африкану, Иосиф был рождён в левиратском браке. Так, Евсевий Кесарийский цитирует Юлия Африкана:

«имена родовъ у Израиля исчислялись или по природѣ или по закону. По природѣ, когда подлинно было преемство сѣмени (отъ отца къ дѣтямъ); а по закону, когда во имя брата, умершаго бездѣтнымъ, другой (братъ) рождалъ (отъ жены его) дѣтей. Такъ-какъ тогда ещё не было даровано ясной надежды на воскресеніе, то будущее обѣтованіе считали за одно съ воскресеніемъ смертнымъ, лишь-бы то есть имя усопшаго не исчезало. Поелику же изъ лицъ, вошедшихъ въ родословіе (Іисуса Христа), нѣкоторыя подлинно преемствовали отцамъ, какъ сыновья, а другія, родившись отъ однихъ отцовъ, прозвались по инымъ: то (въ Евангеліяхъ) и упоминается о тѣхъ и другихъ, — и о родившихся (отъ своего отца), и какъ будто родившихся (отъ своего отца). Посему, ни то ни другое Евангеліе не лжетъ, исчисляя (имена) и по природѣ и по закону».

Далее Африкан усматривает ряд недочётов в такой версии, и заключает:

«Впрочемъ, такъ, или иначе было дѣло, только едва-ли кому удастся пріискать другое, болѣе удовлетворительное объясненіе: по-крайней-мѣрѣ такъ я думаю, — да вѣрно и всякій здравомыслящій. Сего-то объясненія, за неимѣніемъ лучшаго, и будемъ мы придерживаться, хотя оно и не утверждено свидѣтельствами».

Архиепископ Аверкий (Таушев), используя построения Евсевия Кесарийского и Юлия Африкана, объясняет кажущиеся противоречия таким образом:
«В двух Евангелиях от Матфея и от Луки мы находим родословие Господа Иисуса Христа по плоти. Оба они одинаково свидетельствуют о происхождении Господа Иисуса Христа от Давида и Авраама, но имена в одном и другом не всегда совпадают. Так как св. Матфей писал своё Евангелие для евреев, то ему важно было доказать, что Господь Иисус Христос происходит, как это надлежало Мессии, согласно ветхозаветным пророчествам, от Авраама и Давида. Он и начинает своё Евангелие прямо с родословия Господа, причём ведёт его только от Авраама и доводит до „Иосифа, мужа Мариина, из неяже родися Иисус, глаголемый Христос“. Возникает вопрос, почему Евангелист даёт родословие Иосифа, а не Пресвятой Девы Марии? Это потому, что у евреев не было принято производить чей-либо род от предков матери, а так как Пресвятая Дева несомненно была единственным детищем у своих родителей Иоакима и Анны, то, согласно требованию закона Моисея, она должна была быть выдана замуж только за родича из того же колена, племени и рода, и, след., раз старец Иосиф был из рода царя Давида, то и она должна была быть из того же рода.
Св. Лука, как поставивший себе задачей показать, что Господь Иисус Христос принадлежит всему человечеству и есть Спаситель всех людей, возводит родословие Господа до Адама и до самого Бога. В его родословии, однако, мы находим как бы некоторые разногласия с родословием св. Матфея. Так, Иосиф, мнимый отец Господа, по св. Матфею, сын Иакова, а по св. Луке, сын Илии. Также и Салафиил, упоминаемый у обоих Евангелистов, как отец Зоровавеля, по св. Матфею, сын Иехонии, а по св. Луке, сын Нирии. Древнейший христианский учёный Юлий Африкан прекрасно объясняет это законом ужичества, по которому, если один из двух братьев умирал бездетным, то другой брат должен был взять за себя его жену и „возставить семя брату своему“ (Втор. 25:5-6): первенец от этого брака должен был считаться сыном умершего, чтобы „умершему бездетным не остаться без потомства и чтобы имя его не изгладилось во Израиле“. Этот закон имел силу в отношении братьев не только родных, но и происходивших от разных отцов и от одной матери. Такими братьями были Иаков, отец Иосифа по св. Матфею, и Илий, отец Иосифа по св. Луке. Они родились от разных отцов, но от одной матери, которая была замужем сначала за отцом Иакова, потом за отцом Илии. Имя её было Эста. Таким образом, когда один из сыновей Эсты Илий умер бездетным, то другой Иаков, взяв за себя его жену, восставил семя брата своего, родив Иосифа. Отсюда и получилось, что св. Лука ведёт род Иосифа через Рисая, сына Зоровавеля, и Илии, отца Иосифа, а св. Матфей — от Зоровавеля, чрез Авиуда, другого сына Зоровавеля, и Иакова, другого отца Иосифа».
Юлий Африкан, объясняя происхождение Иосифа от левиратного брака, делает ошибку:
«В конце того же письма Африкан добавляет: „Матфан, потомок Соломона, родил Иакова. По смерти Матфана Мелхий [должно быть: Матфат], потомок Нафана, родил от той же женщины Илия; значит, Илий и Иаков были единоутробными братьями. Илий умер бездетным; Иаков восстановил семя его и родил Иосифа, который был его сыном по природе и сыном Илии по закону. Таким образом, Иосиф был сыном того и другого“» (Евсевий Кесарийский. Церковная история, 1,7).

### Одна из родословных — родословная по линии Марии
Из обеих родословных Иисуса Христа родословной Иосифа принято считать список, приводимый в Мф. 1:1-16. Со времён Реформации, положившей начало протестантизму, широкое распространение получила точка зрения, согласно которой Лука прослеживает родословную Иисуса по материнской линии (Лк. 3:23-38), через Марию. Согласно этой версии, Лука называет Иосифа «сыном» (зятем) Илии в правовом отношении, так как женщина не могла указываться в родословной в качестве звена в цепочке наследования.

В те дни вышло от кесаря Августа повеление сделать перепись по всей земле. Эта перепись была первая в правление Квириния Сириею. И пошли все записываться, каждый в свой город. Пошёл также и Иосиф из Галилеи, из города Назарета, в Иудею, в город Давидов, называемый Вифлеем, потому что он был из дома и рода Давидова, записаться с Мариею, обручённою ему женою, которая была беременна
— Лк. 2:1-5
Перепись населения производилась с целью взимания налогов и касалась владельцев имущества. Участвовать в переписи могли и женщины, если они имели наследство, имевшее значение для налоговой переписи и они были единственными дочерями-наследницами.
110-километровое расстояние из Назарета до Вифлеема, которое Мария должна была пройти, находясь на последнем месяце беременности, делало этот путь тяжёлым и опасным и для неё, и для её будущего ребёнка. Вероятная причина, по которой Мария решилась на эту дорогу, заключалась в том, что у Марии было наследство в Вифлееме, имевшее значение для налоговой переписи, и она была единственной дочерью-наследницей.
Закон о наследстве дочерей описан в Ветхом Завете: «если кто умрёт, не имея у себя сына, то передавайте удел его дочери его» (Чис. 27:8). У этого закона было одно ограничение: чтобы сохранить право на землю, такая дочь-наследница имела право выйти замуж только за мужчину из своего же колена (Чис. 36:6-9). Как видно из текстов родословных, Мария и Иосиф происходят из колена Иудина и оба являются потомками царя Давида.
И именно потому, что Иосиф взял в жёны дочь-наследницу, его имя оказалось записано в родословной его жены (как это всегда и происходило в Израиле в подобных случаях). И это не единственный пример, описанный в Библии: «И из священников: сыновья Ховаии, сыновья Гаккоца, сыновья Верзеллия, который взял жену из дочерей Верзеллия Галаадитянина и стал называться их именем» (Неем. 7:63). Выражение «и стал называться их именем» означает, что имя мужа, который женился на дочери наследнице, заносится в родословный список жены.
В Толковой Библии (издание преемников А. П. Лопухина) приводится результат анализа греческого текста Евангелия, с выводом в пользу теории о родословной по Марии:

«И был, как думали, сын Иосифов, Илиев. По гречески: ὢν υἱός, ὡς ἐνομίζετο, Ἰωσὴφ τοῦ Ἠλὶ. При таком чтении слово „сын“ (υιος) относится к слову „Иосиф“ (Ιωσηφ). Но такое сочетание признать запрещает отсутствие члена пред именем „Иосиф“: ведь дальше везде отношение отца к сыну обозначается членом (του). Нет, отсутствие члена пред словом „Иосиф“ скорее заставляет думать, что евангелист не вносит Иосифа в число Предков Иисуса Христа. Лучше поэтому принять чтение александрийского кодекса, где слово „сын“ (υιος) присоединено к причастию ων (по-русски: был). Тогда нужно будет передать этот стих по-русски так: „и был (точнее: будучи) сын, как полагали, Иосифов — (на самом деле) Илиев“. Но кто же такое Илий? По наиболее вероятному предположению, которое заменило собою в науке ранее принятое объяснение Юлия Африканского (ср. Толк. на Ев. Матфея гл. 1-я), это был отец Пресвятой Девы Марии.
Так как предание называет отца Марии не Илием, а Иоакимом, то в объяснение этого можно опять припомнить обычай иудеев носить по два имени — одно, данное при рождении, и другое, принятое по случаю какого-нибудь необычайного события в жизни человека».

### Родословия сфабрикованы
По одной из теорий критиков, Лука и Матфей писали свои Евангелия независимо друг от друга, но используя Евангелие от Марка. Оба посчитали нужным привести родословие Христа, так как по иудейскому пророчеству Мессия должен быть потомком Давида. Родословие Давида было известно из иудейских источников, но далее имена, согласно этой точке зрения, пришлось выдумывать.

## Изображение
- Древо Иессеево (иконография)
- Сродники Господни
- Святая Анна